# 마틴 오더스키
마틴 오더스키(Martin Odersky, 1958년 9월 5일 ~ )는 독일의 컴퓨터 과학자이자 스위스 로잔 공과대학(EPFL)의 프로그래밍 방법론 교수로서 코드 분석 및 프로그래밍 언어를 전문으로 다루고 있다. 그는 다른 사람들과 함께 스칼라 프로그래밍 언어와 Generic Java(이전 이름 Pizza)를 설계하였다.
1989년에 파스칼을 포함한 여러 프로그래밍 언어 설계자로 가장 잘 알려진 니클라우스 비르트의 감독 하에 취리히 연방 공과대학교에서 박사 학위를 받았다. 이후 IBM과 예일 대학교에서 박사후 과정을 진행하였다.
1997년에 GJ 컴파일러를 구현했으며 이 구현은 자바 컴파일러인 javac의 기초가 되었다.
2002년에 그와 동료들은 스칼라 작업을 시작했고 2003년에 처음으로 공개하였다.
2007년에는 ACM(Association for Computing Machinery)의 회원으로 선출되었다 .
2011년 5월 12일, 오더스키와 동료들은 스칼라에 대한 상업적 지원, 교육 및 서비스를 제공하는 회사 Typesafe Inc.(2016년 2월 Lightbend Inc.로 개명)를 설립하였다.

## 같이 보기
- 프로그래밍 언어의 타임라인
- 스칼라 프로그래밍 언어